# Středoamerický pohár
Středoamerický pohár (španělsky Copa Centroamericana) byl fotbalový mezinárodní pohár pořádaný mezi roky 1991 a 2017 Středoamerickou fotbalovou unií (UNCAF, Unión centroamericana de fútbol). Poháru se účastnily reprezentace 7 států – Belize, Guatemaly, Salvadoru, Hondurasu, Nikaragui, Kostariky a Panamy. Hrál se jednou za 2 roky a sloužil jako kvalifikace do Zlatého poháru CONCACAF, do kterého postupovalo 5 nejlepších družstev. Až do sezony 2009 nesl název Pohár národů UNCAF (Copa de Naciones de la UNCAF). Poseldní turnaj se hrál v roce 2017, následně byl pohár absorbován do Ligy národů CONCACAF.

## Výsledky
| Pořadí her | Rok  | Vítěz     | 2. místo  | 3. místo  |
| ---------- | ---- | --------- | --------- | --------- |
| 1.         | 1991 | Kostarika | Honduras  | Guatemala |
| 2.         | 1993 | Honduras  | Kostarika | Panama    |
| 3.         | 1995 | Honduras  | Guatemala | Salvador  |
| 4.         | 1997 | Kostarika | Guatemala | Salvador  |
| 5.         | 1999 | Kostarika | Guatemala | Honduras  |
| 6.         | 2001 | Guatemala | Kostarika | Salvador  |
| 7.         | 2003 | Kostarika | Guatemala | Salvador  |
| 8.         | 2005 | Kostarika | Honduras  | Guatemala |
| 9.         | 2007 | Kostarika | Panama    | Guatemala |
| 10.        | 2009 | Panama    | Kostarika | Honduras  |
| 11.        | 2011 | Honduras  | Kostarika | Panama    |
| 12.        | 2013 | Kostarika | Honduras  | Salvador  |
| 13.        | 2014 | Kostarika | Guatemala | Panama    |
| 14.        | 2017 | Honduras  | Panama    | Salvador  |

## Nejúspěšnější týmy
| Tým       | Zlatá medaile                                       | Stříbrná medaile                  | Bronzová medaile                        |
| --------- | --------------------------------------------------- | --------------------------------- | --------------------------------------- |
| Kostarika | 8× (1991, 1997, 1999, 2003, 2005, 2007, 2013, 2014) | 4× (1993, 2001, 2009, 2011)       |                                         |
| Honduras  | 4× (1993, 1995, 2011, 2017)                         | 3× (1991, 2005, 2013)             | 2× (1999, 2009)                         |
| Guatemala | 1× (2001)                                           | 5× (1995, 1997, 1999, 2003, 2014) | 3× (1991, 2005, 2007)                   |
| Panama    | 1× (2009)                                           | 2× (2007, 2017)                   | 3× (1993, 2011, 2014)                   |
| Salvador  |                                                     |                                   | 6× (1995, 1997, 2001, 2003, 2013, 2017) |